# Spinney Hill Park
Spinney Hill Park - park położony we wschodniej części miasta Leicester o powierzchni 34 hektarów otwarty w 1885 roku. W 1986 roku posadzono sto drzew z okazji 100 - lecia parku.
W parku znajdują się place zabaw, boisko do krykieta, siłownia na wolnym powietrzu, ścieżki dla pieszych.
Przez park od strony zachodniej przepływa niewielka rzeczka Evington Brook.
Park otoczony ulicami Mere Road, St. Saviour's Road, Park Road, Park Vale Road.